# Hilltop (Texas)
Hilltop és una concentració de població designada pel cens dels Estats Units a l'estat de Texas. Segons el cens del 2000 tenia 300 habitants.

## Demografia
Segons el cens del 2000, Hilltop tenia 300 habitants, 83 habitatges, i 75 famílies. La densitat de població era de 97,3 habitants per km².
Dels 83 habitatges en un 57,8% hi vivien nens de menys de 18 anys, en un 68,7% hi vivien parelles casades, en un 15,7% dones solteres, i en un 9,6% no eren unitats familiars. En el 8,4% dels habitatges hi vivien persones soles el 3,6% de les quals corresponia a persones de 65 anys o més que vivien soles. El nombre mitjà de persones vivint en cada habitatge era de 3,61 i el nombre mitjà de persones que vivien en cada família era de 3,81.
Per edats la població es repartia de la següent manera: un 36,7% tenia menys de 18 anys, un 11,3% entre 18 i 24, un 29,7% entre 25 i 44, un 15% de 45 a 60 i un 7,3% 65 anys o més.
L'edat mediana era de 27 anys. Per cada 100 dones de 18 o més anys hi havia 118,4 homes.
La renda mediana per habitatge era de 23.229 $ i la renda mediana per família de 23.229 $. Els homes tenien una renda mediana de 16.250 $ mentre que les dones 7.045 $. La renda per capita de la població era de 7.269 $. Aproximadament el 37,1% de les famílies i el 50% de la població estaven per davall del llindar de pobresa.

## Poblacions més properes
El següent diagrama mostra les poblacions més properes.